# Rodger Farrington
Rodger Farrington (Nassau, 30 gennaio 1976) è un ex cestista britannico.

## Carriera
La sua carriera da professionista inizia dopo aver terminato gli studi all'Arizona State University. Dopo aver disputato tre campionati NCAA con questa maglia, si trasferisce in Svezia per il campionato 1997-98.
L'anno successivo si reca in Giappone. L'esperienza nipponica dura solo un campionato, così si trasferisce di nuovo in Europa per indossare la meglia dello Ieper, in Belgio. Dopo varie esperienze nel vecchio continente con varie maglie di Inghilterra e Belgio, Farrington approda a Tel Aviv.
Infine nel 2006 giunge in Italia per indossare la maglia dell'Aurora Basket Jesi nel ruolo di ala/centro. Viene riconfermato alla fine della stagione anche per il campionato 2007-08.
Al termine della stagione, chiusa con la finale play-off, Farrington ha firmato per Casale Monferrato (Legadue 2008-09).

## Palmarès
- Coppa Italia di Legadue: 1
 Jesi Academy: 2008